# Miss Earth México 2026
Miss Earth México 2026 será la 17.ª edición del certamen Miss Earth México el cual se realizará el sábado 21 de junio de 2025 en sede aún por confirmar. Se espera que las Treinta y dos entidades del país estén representados en la noche final, los cuales competirán por los diversos títulos que ofrece la organización.
Al final del evento Génesis Vera Miss Earth México 2025 coronará a su sucesora.
De esta generación, el día 21 de diciembre de 2024 se hizo oficial la designación de Génesis Vera de Veracruz para competir en Miss Tierra 2025 en Filipinas, teniendo un año de preparación rumbo al certamen internacional. La ganadora del certamen nacional competirá en la edición 2026 de Miss Earth.

## Resultados
| Posición               | Candidata             |
| Miss Earth México 2026 | -                     |
| Miss Earth Air 2026    | -                     |
| Miss Earth Water 2026  | -                     |
| Miss Earth Fire 2026   | -                     |
| Top 15                 | - - - - - - - - - - - |

## Candidatas
| Estado           | Candidata                            | Edad | Estatura | Residencia       |
| Aguascalientes   | Jaqueline Renovato Ramírez           | 22   | 1.73     | Jesús María      |
| Chihuahua        | Viviana Cristel Lugo                 | 25   | 1.70     | Meoqui           |
| Ciudad de México | Mariana González Suárez              |      |          | Ciudad de México |
| Guerrero         | Jessica Meza                         | 23   | 1.73     | Chilpancingo     |
| Hidalgo          | Areli Alamilla                       |      |          | Actopan          |
| Jalisco          | Anahí Camacho                        |      |          | Guadalajara      |
| Puebla           | Lucero Fabiola Béjar Nájera          | 23   | 1.70     | Puebla           |
| Quintana Roo     | Isabella Castillo Polanco            | 18   | 1.75     | Cancún           |
| San Luis Potosí  | Karla María Díaz de León Kemp        | 26   |          | San Luis Potosí  |
| Sinaloa          | Libna Valeria Romero Olguín          | 20   | 1.75     | Ahome            |
| Tlaxcala         | Lucía Fernanda Valladares Ilhuicatzi | 20   | 1.68     | Apetatitlán      |
| Veracruz         | Adriana Lizeth Bautista Reyes        | 23   | 1.70     | Xalapa           |
| Yucatán          | Alexia Vianey Briviesca Espinosa     | 22   | 1.73     | Mérida           |

## Sobre los Estados en Miss Earth México 2026

### Estados que regresan a la competencia
- Compitieron por última vez en 2023
  -  Aguascalientes
  -  Chihuahua
  -  Puebla

- Compitieron por última vez en 2021
  -  Jalisco

## Crossovers
| The Miss Globe - 2023: Yucatán - Alexia Briviesca Miss Latinoamérica - 2023: Veracruz - Génesis Vera Miss Mesoamérica Internacional - 2022: Tlaxcala - Fernanda Valladares (Ganadora Teen Petite) - Representando a Riviera Maya Miss Earth México - 2023: Yucatán - Alexia Briviesca (Miss Earth México-Air) Miss Intercontinental México - 2024: Veracruz - Adriana Bautista (2.ª Finalista) Miss Mesoamérica México - 2022: Tlaxcala - Fernanda Valladares (Designada Teen Petite RM) Teen Universe México - 2024: Sinaloa - Valeria Romero - 2024: Tlaxcala - Fernanda Valladares - 2020: Tlaxcala - Fernanda Valladares Miss Earth Veracruz - 2024: Veracruz - Adriana Bautista (No Compitió) Miss Earth Yucatán - 2023: Yucatán - Alexia Briviesca (Ganadora) Miss Chihuahua - 2024: Chihuahua - Viviana Lugo | Miss Guerrero - 2021: Guerrero - Jessica Meza - 2021: Puebla - Lucero Béjar Miss San Luis Potosí - 2025: San Luis Potosí - Karla Díaz de León Miss Intercontinental Veracruz - 2024: Veracruz - Adriana Bautista (Designada) Miss Turismo Guerrero - 2022: Puebla - Lucero Béjar Teen Universe Sinaloa - 2023: Sinaloa - Valeria Romero (Ganadora Riviera Maya) Teen Universe Tlaxcala - 2023: Tlaxcala - Fernanda Valladares (Designada Petite) - 2020: Tlaxcala - Fernanda Valladares (Ganadora) Embajadora Apetatitlán - 2020: Tlaxcala - Fernanda Valladares (Ganadora) Embajadora FENAPO - 2023: San Luis Potosí - Karla Díaz de León Reina del Carnaval de Veracruz - 2023: Veracruz - Génesis Vera (Doncella) Reina de la Feria de los Chicahuales - 2023: Aguascalientes - Jaqueline Renovato (Ganadora) Reina Meoqui - 2023: Chihuahua - Viviana Lugo (Ganadora) |